# Deloris Frimpong Manso
Pour les articles homonymes, voir Manso (homonymie) et Delay.
Deloris Frimpong Manso (née en 1982), populairement connue sous le nom de "Delay", est une entrepreneure, animatrice d'émissions de télévision et de radio, productrice et conférencière ghanéenne,.  Elle a commencé sa carrière de diffuseur en tant que présentatrice avec Life FM à Nkawkaw dans la région orientale du Ghana à l'âge de 17 ans en 1999. Delay est ensuite partie à Top Radio en 2005 dans la capitale, Accra, où elle a travaillé jusqu'en 2007.  reprenant l'émission en milieu de matinée sur cette station. Elle a ensuite été embauchée par la nouvelle Oman FM en 2007, elle y est restée jusqu'en 2016,. 
Pendant qu'elle travaillait avec Oman FM, Delay a lancé son propre programme télévisé, le Delay Show en 2008 sur TV3. En 2011, elle a écrit et produit la série télévisée des ménages, Afia Schwarzenegger. Sa société de production télévisuelle, Maxgringo Productions, a sorti une autre série télévisée Cocoa Brown, une histoire vaguement basée sur sa propre vie.

## Prise de parole en public
Delay a également pris la parole en public, partageant souvent ses expériences de vie pour encourager les femmes et les jeunes à s'efforcer d'exceller dans la vie. En 2018, elle était l'une des principales oratrices de la conférence du Sommet international de l'autonomisation des jeunes (International Youth Empowerment Summit, iYES) de 2018 tenu au Théâtre national. Depuis lors, Delay a pris la parole à un certain nombre d'événements, y compris le 2e Sommet des femmes PDG en tant que conférencière principale. C'était un événement qui a vu la convergence des femmes occupant divers postes dans la vie sur une seule plate-forme partageant leurs expériences de vie pour motiver les autres. Delay utilise également sa vie d'entrepreneur, propriétaire d'une entreprise qui produit du maquereau et des sardines Delay pour motiver les jeunes et les femmes à croire en eux-mêmes et à s'efforcer de créer leur propre entreprise.

## Prix et distinctions
En 2018, Delay a reçu le Women Empowerment Award aux 3G Awards à New York, en reconnaissance de son féminisme et en défendant le devenir des femmes dans la société. Elle a également été la première sur la liste Pulse Gh des cinq célébrités les plus industrieuses du pays en 2017. En 2019, elle a été nommée ambassadrice d'iYES lors de la cinquième édition d'iYES lancée à Accra. 

## Films et télévision
- Le Delay Show[15] est une émission de télévision controversée sur la scène ghanéenne. Elle est l'animatrice et également productrice exécutive de l'émission.
- Cocoa Brown[16], une série télévisée basée sur son ascension en tant que personnalité de la télévision. Elle est également productrice exécutive de l'émission.
- Série télévisée Afia Schwarzennegar. Elle a produit cette série télévisée mettant en vedette la personnalité des médias Afia Schwarzenegger (en).

## Ambition présidentielle
Son ambition de servir de modèle aux femmes dans la société ne semble pas avoir de limite, car Delay a récemment annoncé sa détermination à devenir la première femme présidente du Ghana d'ici 2032. Elle estime que rien ne doit empêcher les femmes d'occuper certains des postes les plus élevés de la société et d'être impliquées dans la gestion des affaires du pays.  

## Plaidoyer
Delay est connue pour avoir combattu la condition de la femme africaine faisant souvent usage de son pouvoir en tant que personne médiatique pour promouvoir la femme africaine. Récemment, elle s'est lancée dans une série de campagnes visant à réfuter les affirmations suggérant que les femmes africaines sont impuissantes et ne peuvent pas se débrouiller seules à travers le monde.  